# Tiszyno (rejon smoleński)
Tiszyno (ros. Тишино) – wieś (ros. деревня, trb. dieriewnia) w zachodniej Rosji, w osiedlu wiejskim Smietaninskoje rejonu smoleńskiego w obwodzie smoleńskim.

## Geografia
Miejscowość położona jest przy drodze magistralnej M1 «Białoruś», w sąsiedztwie przystanku kolejowego 416 km, 6 km od centrum administracyjnego osiedla wiejskiego (Smietanino), 26,5 km od centrum Smoleńska.

## Demografia
W 2010 r. miejscowość liczyła sobie 63 mieszkańców.